# کلود ماتیو گاردان

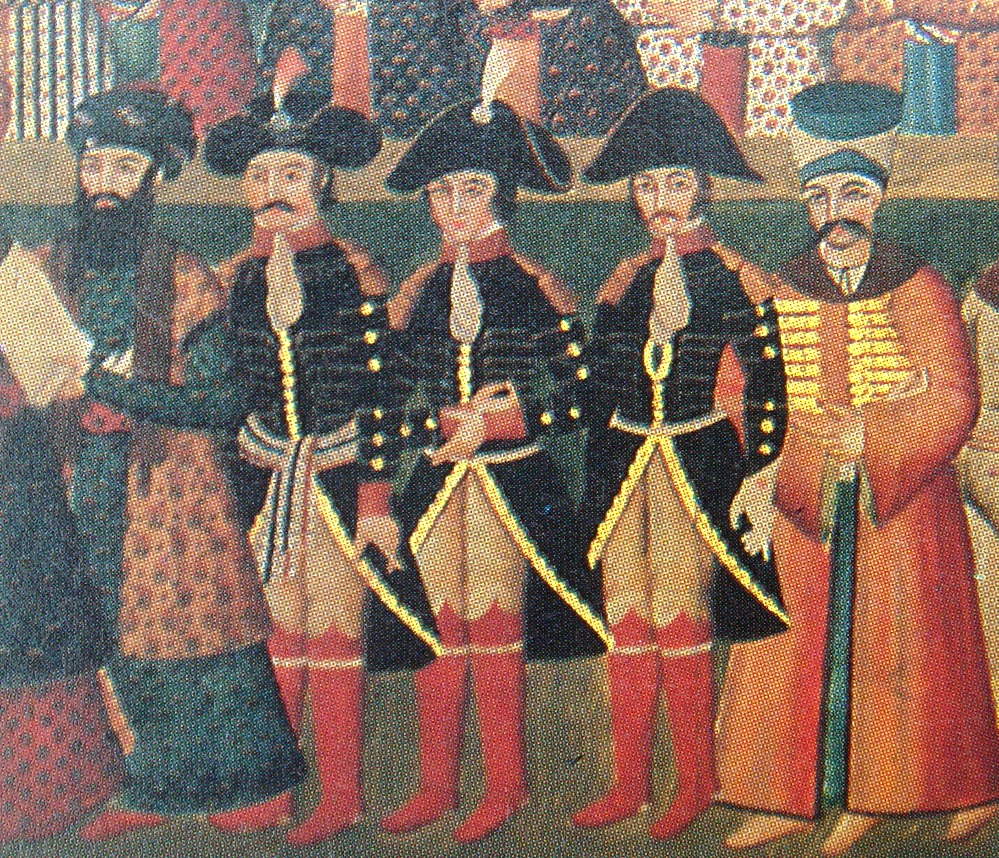
گاردان در دربار فتحعلی‌شاه، سال ۱۸۰۸

کلود ماتیو، کنت دو گاردان (زاده ۱۱ ژوئیه ۱۷۶۶ در مارسی، فرانسه – درگذشته ۳۰ ژانویه ۱۸۱۸ در سن میشل لوبزرواتوار، آلپ-دو-اوت-پرووانس، فرانسه) افسر فرانسوی و رئیس هیئت اعزامی ناپلئون بناپارت در عهد فتحعلی‌شاه قاجار بود. 
وی پیش از انقلاب فرانسه در سواره نظام منصب سروانی داشت و از ۱۷۹۲ به بعد در نتیجه شجاعت‌هایش زودتر از آنچه می‌بایست ترقی کرد، تا اینکه ژنرال مورو سردار معروف فرانسوی در سال ۱۷۹۹ او را منصب سرتیپی داد و در ۱۸۰۴ فرمانده پاسبانان شخصی و در ۱۸۰۵ آجودان ناپلئون شد. در ۱۸۰۷ مأمور ایران شد و پس از بازگشت از این سفر در ۱۸۰۹ چون چنان‌که می‌بایست از عهده مأموریت بر نیامده بود، از نظر ناپلئون افتاد و پس از چندی لقب کنت و بیست و پنج هزار فرانک به او انعام دادند. بار دیگر در سال ۱۸۱۱. م در مأموریت نظامی که در پرتغال به او محول شده بود نیز شکست خورد و باز از نظر ناپلئون افتاد، ولی بار دیگر به کار برگشت و در دوره صد روزه ناپلئون جزو افسران زیر دستش بود.

## مساعدت به ارتش ایران
در پاییز ۱۸۰۷ زمانی که فرانسه با پروس و روسیه در حال جنگ بود، امپراتوری روسیه درگیر جنگ دیگری با ایران بود. در آن زمان حکومت تهران مأموری را روانه امپراتوری فرانسه نمود تا برای اتحاد ایران و فرانسه در نبرد علیه روسیه انجام دهند. این گروه در کاخ فینکنشتاین با دولتیان فرانسه دیدار نمودند و در چهارم مه ۱۸۰۷ قراردادی معروف به عهدنامه فینکنشتاین بین دولت ایران و فرانسه امضا گردید. ناپلئون ژنرال گاردان را به سمت ایران اعزام نمود تا مفاد قرارداد را اجرا نماید.